# Batalha de Málaga (1937)
A Batalha de Málaga foi o ponto culminante de uma ofensiva no início da Guerra Civil Espanhola de 1937, por parte dos nacionalistas  Italianos para eliminar a Segunda República Espanhola da província de Málaga durante a Guerra Civil Espanhola. A participação de marroquinos e tanques italianos do recentemente chegado Corpo Truppe Volontarie resultou em uma derrota completa do Exército Republicano Espanhol e a capitulação de Málaga em menos de uma semana.

## Nacionalistas
Uma força mista de 15.000 soldados nacionalistas (tropas coloniais marroquinas,  Carlist membros da milícia (Requetés)),e  Soldados italianos participaram do ataque nacionalista em Málaga. Esta força foi comandada globalmente por Queipo de Llano. Os italianos, liderados por Mario Roatta e conhecidos como Blackshirts, formaram nove batalhões de armadilhas mecanizadas de cerca de 5.000 a 10.000